# Eerste divisie 1986/87 (nacompetitie)/Wedstrijden
Het Nederlandse Eerste divisie voetbal uit het seizoen 1986/87 kende aan het einde van de reguliere competitie een nacompetitie. De vier periodekampioenen streden om promotie naar de Eredivisie.
Winnaar van deze vijftiende editie werd DS '79.

## Speelronde 1
|                   |                   |       |            |                                                                               |
| 6 juni 1987 19:30 | DS '79            | 1 – 0 | SC Cambuur | Stadion: Krommedijk, Dordrecht Toeschouwers: 5.000 Scheidsrechter: Jan Keizer |
| 6 juni 1987 19:30 | Marco Boogers 84' |       |            | Stadion: Krommedijk, Dordrecht Toeschouwers: 5.000 Scheidsrechter: Jan Keizer |
| 6 juni 1987 19:30 |                   |       |            | Stadion: Krommedijk, Dordrecht Toeschouwers: 5.000 Scheidsrechter: Jan Keizer |
| 6 juni 1987 19:30 |                   |       |            | Stadion: Krommedijk, Dordrecht Toeschouwers: 5.000 Scheidsrechter: Jan Keizer |
|                   |                   |       |            |                                                                               |

|                   |                                                                       |       |                   |                                                                                   |
| 6 juni 1987 19:30 | RKC                                                                   | 4 – 1 | NEC               | Stadion: Olympia, Waalwijk Toeschouwers: 4.000 Scheidsrechter: Henk van Ettekoven |
| 6 juni 1987 19:30 | Anton Joore 7' Marcel Brands 47' Rob van der Kaay 54' Leon Hutten 73' |       | 74' Frans Janssen | Stadion: Olympia, Waalwijk Toeschouwers: 4.000 Scheidsrechter: Henk van Ettekoven |
| 6 juni 1987 19:30 |                                                                       |       |                   | Stadion: Olympia, Waalwijk Toeschouwers: 4.000 Scheidsrechter: Henk van Ettekoven |
| 6 juni 1987 19:30 |                                                                       |       |                   | Stadion: Olympia, Waalwijk Toeschouwers: 4.000 Scheidsrechter: Henk van Ettekoven |
|                   |                                                                       |       |                   |                                                                                   |

## Speelronde 2
|                   |                                        |       |                 |                                                                                       |
| 8 juni 1987 19:30 | SC Cambuur                             | 2 – 1 | RKC             | Stadion: Cambuurstadion, Leeuwarden Toeschouwers: 7.500 Scheidsrechter: Gerard Geurds |
| 8 juni 1987 19:30 | Nico Runderkamp 86' Gerard de Haan 88' |       | 35' Willy Carbo | Stadion: Cambuurstadion, Leeuwarden Toeschouwers: 7.500 Scheidsrechter: Gerard Geurds |
| 8 juni 1987 19:30 |                                        |       |                 | Stadion: Cambuurstadion, Leeuwarden Toeschouwers: 7.500 Scheidsrechter: Gerard Geurds |
| 8 juni 1987 19:30 |                                        |       |                 | Stadion: Cambuurstadion, Leeuwarden Toeschouwers: 7.500 Scheidsrechter: Gerard Geurds |
|                   |                                        |       |                 |                                                                                       |

|                   |                |       |                       |                                                                                      |
| 8 juni 1987 19:30 | NEC            | 1 – 2 | DS '79                | Stadion: De Goffert, Nijmegen Toeschouwers: 4.200 Scheidsrechter: Ignace van Swieten |
| 8 juni 1987 19:30 | Wilco Klop 44' |       | 65', 77' Theo Kulsdom | Stadion: De Goffert, Nijmegen Toeschouwers: 4.200 Scheidsrechter: Ignace van Swieten |
| 8 juni 1987 19:30 |                |       |                       | Stadion: De Goffert, Nijmegen Toeschouwers: 4.200 Scheidsrechter: Ignace van Swieten |
| 8 juni 1987 19:30 |                |       |                       | Stadion: De Goffert, Nijmegen Toeschouwers: 4.200 Scheidsrechter: Ignace van Swieten |
|                   |                |       |                       |                                                                                      |

## Speelronde 3
|                    | |       |     |                                                                                           |
| 10 juni 1987 19:30 | SC Cambuur | 7 – 0 | NEC | Stadion: Cambuurstadion, Leeuwarden Toeschouwers: 8.100 Scheidsrechter: John Blankenstein |
| 10 juni 1987 19:30 | Mark Payne 21' Willem van der Ark 35' Bram Rontberg 63' Bert Hollander 64', 76' Carlo de Leeuw 74' Nico Runderkamp 89' |       |     | Stadion: Cambuurstadion, Leeuwarden Toeschouwers: 8.100 Scheidsrechter: John Blankenstein |
| 10 juni 1987 19:30 | |       |     | Stadion: Cambuurstadion, Leeuwarden Toeschouwers: 8.100 Scheidsrechter: John Blankenstein |
| 10 juni 1987 19:30 | |       |     | Stadion: Cambuurstadion, Leeuwarden Toeschouwers: 8.100 Scheidsrechter: John Blankenstein |
|                    | |       |     |                                                                                           |

|                    |                          |       |     |                                                                                  |
| 10 juni 1987 19:30 | DS '79                   | 2 – 0 | RKC | Stadion: Krommedijk, Dordrecht Toeschouwers: 6.500 Scheidsrechter: Egbert Mulder |
| 10 juni 1987 19:30 | Gerrie Slagboom 44', 81' |       |     | Stadion: Krommedijk, Dordrecht Toeschouwers: 6.500 Scheidsrechter: Egbert Mulder |
| 10 juni 1987 19:30 |                          |       |     | Stadion: Krommedijk, Dordrecht Toeschouwers: 6.500 Scheidsrechter: Egbert Mulder |
| 10 juni 1987 19:30 |                          |       |     | Stadion: Krommedijk, Dordrecht Toeschouwers: 6.500 Scheidsrechter: Egbert Mulder |
|                    |                          |       |     |                                                                                  |

## Speelronde 4
|                    |                                                                                      |       |                                                                           |                                                                                 |
| 13 juni 1987 19:30 | NEC                                                                                  | 6 – 4 | SC Cambuur                                                                | Stadion: De Goffert, Nijmegen Toeschouwers: 1.700 Scheidsrechter: Gerard Geurds |
| 13 juni 1987 19:30 | Henk Grim 4', 71' Frans Janssen 9' Arno Arts 23' Wilco Klop 59' Brian Wilsterman 68' |       | 7' Bram Rontberg 26' Willem van der Ark 53' Jos Peltzer 89' Ronald Kramer | Stadion: De Goffert, Nijmegen Toeschouwers: 1.700 Scheidsrechter: Gerard Geurds |
| 13 juni 1987 19:30 |                                                                                      |       |                                                                           | Stadion: De Goffert, Nijmegen Toeschouwers: 1.700 Scheidsrechter: Gerard Geurds |
| 13 juni 1987 19:30 |                                                                                      |       |                                                                           | Stadion: De Goffert, Nijmegen Toeschouwers: 1.700 Scheidsrechter: Gerard Geurds |
|                    |                                                                                      |       |                                                                           |                                                                                 |

|                    |                                                     |       |                   |                                                                                   |
| 13 juni 1987 19:30 | RKC                                                 | 3 – 1 | DS '79            | Stadion: Olympia, Waalwijk Toeschouwers: 3.500 Scheidsrechter: Chris van der Laar |
| 13 juni 1987 19:30 | Rob van der Kaay 1' Ömer Kaya 39' Marcel Brands 67' |       | 50' Marco Boogers | Stadion: Olympia, Waalwijk Toeschouwers: 3.500 Scheidsrechter: Chris van der Laar |
| 13 juni 1987 19:30 |                                                     |       |                   | Stadion: Olympia, Waalwijk Toeschouwers: 3.500 Scheidsrechter: Chris van der Laar |
| 13 juni 1987 19:30 |                                                     |       |                   | Stadion: Olympia, Waalwijk Toeschouwers: 3.500 Scheidsrechter: Chris van der Laar |
|                    |                                                     |       |                   |                                                                                   |

## Speelronde 5
|                    |                                                                              |       |               |                                                                               |
| 17 juni 1987 19:30 | DS '79                                                                       | 4 – 1 | NEC           | Stadion: Krommedijk, Dordrecht Toeschouwers: 8.000 Scheidsrechter: Bep Thomas |
| 17 juni 1987 19:30 | Gerrie Slagboom 32', 70' Marcel van der Net 44' Leen van der Weel 72' (pen.) |       | 48' Arno Arts | Stadion: Krommedijk, Dordrecht Toeschouwers: 8.000 Scheidsrechter: Bep Thomas |
| 17 juni 1987 19:30 |                                                                              |       |               | Stadion: Krommedijk, Dordrecht Toeschouwers: 8.000 Scheidsrechter: Bep Thomas |
| 17 juni 1987 19:30 |                                                                              |       |               | Stadion: Krommedijk, Dordrecht Toeschouwers: 8.000 Scheidsrechter: Bep Thomas |
|                    |                                                                              |       |               |                                                                               |

|                    |               |       |                       |                                                                           |
| 17 juni 1987 19:30 | RKC           | 1 – 2 | SC Cambuur            | Stadion: Olympia, Waalwijk Toeschouwers: 4.500 Scheidsrechter: Jan Keizer |
| 17 juni 1987 19:30 | Ömer Kaya 75' |       | 8', 81' Bram Rontberg | Stadion: Olympia, Waalwijk Toeschouwers: 4.500 Scheidsrechter: Jan Keizer |
| 17 juni 1987 19:30 |               |       |                       | Stadion: Olympia, Waalwijk Toeschouwers: 4.500 Scheidsrechter: Jan Keizer |
| 17 juni 1987 19:30 |               |       |                       | Stadion: Olympia, Waalwijk Toeschouwers: 4.500 Scheidsrechter: Jan Keizer |
|                    |               |       |                       |                                                                           |

## Speelronde 6
|                    |            |                                                 |        |                                                                                            |
| 20 juni 1987 19:30 | SC Cambuur | 0 – 2                                           | DS '79 | Stadion: Cambuurstadion, Leeuwarden Toeschouwers: 14.500 Scheidsrechter: John Blankenstein |
| 20 juni 1987 19:30 |            | 28' Kees Koudstaal 47' (pen.) Leen van der Weel |        | Stadion: Cambuurstadion, Leeuwarden Toeschouwers: 14.500 Scheidsrechter: John Blankenstein |
| 20 juni 1987 19:30 |            |                                                 |        | Stadion: Cambuurstadion, Leeuwarden Toeschouwers: 14.500 Scheidsrechter: John Blankenstein |
| 20 juni 1987 19:30 |            |                                                 |        | Stadion: Cambuurstadion, Leeuwarden Toeschouwers: 14.500 Scheidsrechter: John Blankenstein |
|                    |            |                                                 |        |                                                                                            |

|                    |                      |       |                 |                                                                                |
| 20 juni 1987 19:30 | NEC                  | 1 – 1 | RKC             | Stadion: De Goffert, Nijmegen Toeschouwers: 300 Scheidsrechter: Jaap Uilenberg |
| 20 juni 1987 19:30 | Henk Grim 36' (pen.) |       | 15' Anton Joore | Stadion: De Goffert, Nijmegen Toeschouwers: 300 Scheidsrechter: Jaap Uilenberg |
| 20 juni 1987 19:30 |                      |       |                 | Stadion: De Goffert, Nijmegen Toeschouwers: 300 Scheidsrechter: Jaap Uilenberg |
| 20 juni 1987 19:30 |                      |       |                 | Stadion: De Goffert, Nijmegen Toeschouwers: 300 Scheidsrechter: Jaap Uilenberg |
|                    |                      |       |                 |                                                                                |

## Voetnoten
SC Cambuur ·
DS '79 ·
Emmen ·
Eindhoven ·
De Graafschap ·
sc Heerenveen ·
Helmond Sport ·
SC Heracles ·
MVV ·
NAC ·
N.E.C. ·
RBC ·
RKC ·
SVV ·
Telstar ·
Vitesse ·
FC Volendam ·
FC Wageningen ·
Willem II
Eredivisie

1960 · 1975 · 1987 · 1988
Eerste divisie

1973 · 1974 · 1975 · 1976 · 1977 · 1978 · 1979 · 1980 · 1981 · 1982 · 1983 · 1984 · 1985 · 1986 · 1987 · 1988 · 1989 · 1990 · 1991 · 1992 · 1993 · 1994 · 1995 · 1996 · 1997 · 1998 · 1999 · 2000 · 2001 · 2002 · 2003 · 2004 · 2005

Vanaf 2006 staan alle competities op 1 pagina.

2006 · 2007 · 2008 · 2009 · 2010 · 2011 · 2012 · 2013 · 2014 · 2015 · 2016 · 2017 · 2018 · 2019 · 2020 · 2021 · 2022 · 2023 · 2024